# CHa-62
CHa-62 – мисливець за підводними човнами Імперського флоту Японії, який узяв участь у Другій Світовій війні.
CHa-62 відносився до серії допоміжних мисливців, споруджених з використанням можливостей малих суднобудівних підприємств. Ці кораблі мали дерев’яний корпус та при зникненні зацікавленості у них зі сторони збройних сил мали бути перетворені на риболовецькі судна.
Спорудження корпусу  CHa-62 здійснили на  верфі в Хаясікане (Hayashikane), а його оснащення озброєнням провели на верфі ВМФ у Сасебо (обернене до Східно-Китайського моря узбережжя Кюсю).
12 березня 1944-го CHa-62 вийшов з Палау в конвої «Вевак № 21». 18 березня загін прибув до Веваку та почав розвантаження, проте невдовзі цю базу почали бомбардувати американські кораблі. «Вевак № 21» рушив назад, але 19 березня авіаційна розвідка виявила конвой, який став ціллю для двох потужних нальотів, у другому з яких узяло участь 89 бомбардувальників В-25 та А-20 під прикриттям винищувачів. Як наслідок, конвой був знищений, а серед потоплених кораблів опинився CHa-62.